# Expanathura mooreae
Expanathura mooreae är en kräftdjursart som beskrevs av Müller 1993. Expanathura mooreae ingår i släktet Expanathura och familjen Expanathuridae. Inga underarter finns listade i Catalogue of Life.